# Juan Bautista Bairoletto
Juan Bautista Vairoleto / Viroletti (Carlos Pellegrini, Santa Fe; 11 de noviembre de 1894-Colonia San Pedro de Atuel, Mendoza; 14 de septiembre de 1941) fue un conocido bandido rural y cuatrero argentino de la región pampeana. En las fuentes judiciales es citado como Vairoleto y a veces como Bairoletto.

## Biografía
Segundo hijo de seis hermanos de padres italianos, Vittorio  Vairoleto (Victorio Viroletti) y Teresa Mondino, nació el 11 de noviembre de 1894 en una chacra del paraje Colonia Los Algarrobos, en cercanías de la actual localidad de Carlos Pellegrini, Provincia de Santa Fe, Argentina. Ayudaron en el parto una vecina de chacra que estaba muy cerca y otra mujer. Dos meses más tarde, el 14 de enero de 1895, el capellán de la colonia San Jorge, padre José Ponta, bautizó al niño Juan Bautista y fueron sus padrinos Francisco Vairoleto (Viroletti) y Margarita Mondino (partida de bautismo, Parroquia San Jorge: Libro 1-Folio 72. Ciudad de San Jorge, Provincia de Santa Fe).
Ya siendo adulto, Vairoleto escapó de la justicia luego de matar al comisario de la ciudad de Eduardo Castex, provincia de La Pampa, llamado Elías Farach, en una disputa amorosa por una prostituta del lugar. Su frondoso prontuario acumuló presuntos robos, hurtos, reparto de propaganda anarquista, asaltos y muertes. Pero ello no hizo mella en la admiración popular, que lejos de decaer se fue incrementando con cada nuevo crimen y nuevo escape.
Este bandido ha sido conocido por robar a gente adinerada para dar a los pobres, quizá la razón por la cual se ganara su apodo de «Robin Hood argentino» o el «Robin Hood criollo», siendo un mito luego de su muerte.

## Su muerte
Su ubicación fue provista a la policía por su amigo y compañero Vicente "Ñato" Gascón, por una recompensa que las fuerzas de la ley habían ofrecido a quien diera información. Éste había sido detenido en Caleufú, La Pampa, por delitos de cuatrerismo y, supuestamente, la policía le propone mejorar su suerte si delata el lugar donde se escondía Bairoletto.
El traidor accede al ofrecimiento y, seguido por una partida policial, se traslada a caballo hasta Colonia San Pedro de Atuel, en Mendoza, y llega al rancho donde se refugiaba el forajido de las Pampas. El delator le pide ayuda a Vairoletto para seguir su camino, argumentando que es perseguido por la policía pampeana y mendocina.

El cable de Noticias Argentinas informaba:
"En su ley, de acuerdo con su propia vida, cayó esta madrugada, frente a una nutrida comisión policial, el bandolero con ribetes románticos, quizás el último de su clase. En un rancho donde había establecido su guarida en unos campos de San Pedro de Atuel, departamento de General Alvear, tuvo un encuentro con la policía".
El cable en otra parte decía: 
"La policía no salió indemne, el subcomisario Varta y varios miembros de la partida fueron heridos".
Según cuenta la historia, la policía lo sorprendió durmiendo en su propia cama y el tiroteo comenzó a las 5 de la mañana. El cuerpo de Juan Bautista Bairoletto quedó en el interior del rancho luego de intercambiar una profusa balacera. 
Años más tarde, su esposa afirmó que se suicidó de un disparo en la cabeza, antes de ser atrapado por la policía pampeana que rodeaba su casa, para evitar el deshonor de ser capturado.
Fue velado en el Salón de la Biblioteca Popular Sarmiento de General Alvear, en la provincia de Mendoza. Hoy sus restos se encuentran en el cementerio de esa localidad.

## Familia
Telma Ceballos (Fortín El Patria, Provincia de San Luis, 1913 - Mendoza, Provincia de Mendoza, 23 de mayo de 2014) fue la acompañante de Vairoleto por casi 20 años. Su padrastro era amigo de aquel hombre y así le brindaban refugio sin conocer su verdadera identidad delictiva. Aunque el padrastro de Telma no estaba de acuerdo con la unión, ella se escapó con él. 
Por su naturaleza de bandido y nómada nunca consolidaron matrimonio. Sin embargo, tuvieron dos hijas, Juana y Elsa. 
Telma siempre acompañó a Vairoleto  e incluso después de su muerte siguió defendiendo su nombre.

## En la cultura popular
En 1965 Eduardo Shaw dirigió el filme Lo llamaban Vairoleto, que no llegó a estrenarse comercialmente. En 1985 Atilio Polverini dirigió Vairoleto, la aventura de un rebelde, en la cual Arturo Bonín interpreta al bandido. Las dos películas se basaron en la vida del bandido.
El músico argentino León Gieco compuso una canción llamada «Bandidos rurales», donde se nombra parte de su vida y la de varios bandidos locales.
También aparece nombrado en el cuento "La loca y el relato del crimen", del escritor argentino Ricardo Piglia.